# Hoạn giả

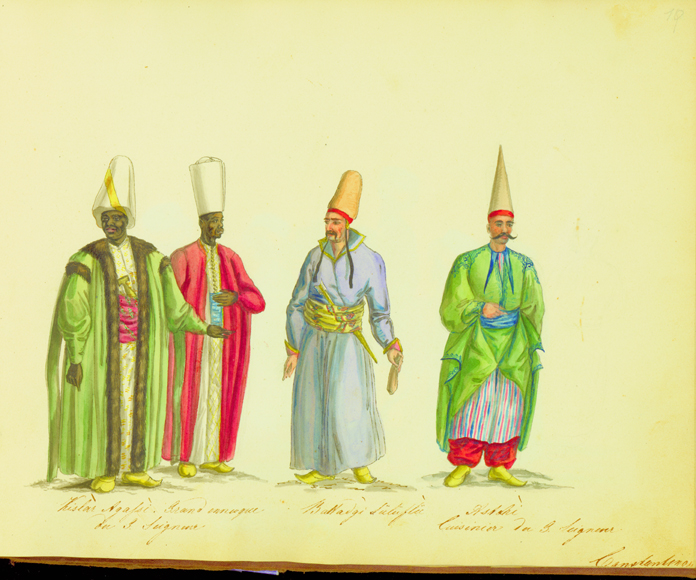
Thái giám Ağası, người đứng đầu các thái giám đen của Hậu cung Đế quốc Ottoman

Hoạn giả (chữ Nho: 宦者) là người đàn ông do khiếm khuyết ở bộ phận sinh dục nên không thể có gia đình riêng.

## Khác
Một số quốc gia khác thì có tập tục thiến những ca sinh có giọng cao (tenor) trong những ca đoàn tôn giáo để giữ cho những người này khỏi vỡ tiếng khi dậy thì. Những ca sinh đó gọi là castrati được tĩnh thân từ khi còn nhỏ vì người ta tin rằng giọng trong trẻo của họ sẽ khiến cho Thiên Chúa vừa lòng hơn những ca sinh con gái, và vì thế trong thời Trung cổ phụ nữ không được gia nhập các ca đoàn này.
Tại Nga, giáo phái tên là Bồ Câu Trắng (White Dove), hay còn gọi là giáo phái Skoptzy do Ssaliwanow sáng lập vào thế kỷ 18, đã khuyến khích giáo đồ tự nguyện cắt bỏ bộ phận sinh dục, coi đó như là một hành vi dâng hiến cho Thiên Chúa. Phương pháp này áp dụng cho cả nam lẫn nữ tín đồ. Nam nhân có thể bị cắt cả sinh thực khí lẫn dịch hoàn hay chỉ một trong hai, còn đàn bà thì cắt bỏ tử cung, ngoại âm thần, nhũ hoa tùy theo mức độ trong sạch mà họ muốn. Những người cắt bỏ hoàn toàn bộ phận sinh dục được mang nhãn hiệu "người mang dấu ấn của Vương triều" (Bearer of the Imperial Seal).